# Phyllotreta cleomica
Phyllotreta cleomica es una especie de insecto coleóptero de la familia Chrysomelidae. Fue descrita científicamente en 1979 por Furth.